# Vallières-sur-Fier
Vallières-sur-Fier község Franciaország Auvergne-Rhône-Alpes régiójában, Haute-Savoie megyében. Új községként 2019. január 1-jén jött létre Vallières és Val-de-Fier község egyesítésével. Lakosainak száma 2739 fő (2022. január 1.).

## Népesség
| Lakosok száma | 2503 | 2533 | 2562 | 2633 | 2618 | 2739 |
|               | 2017 | 2018 | 2019 | 2020 | 2021 | 2022 |